# گنبدچای
گنبدچای روستایی است از توابع بخش شرا  جنوب شرقی شهرستان همدان در استان همدان ایران می باشد.

## جمعیت
این روستا در دهستان جیحون دشت قرار داشته و بر اساس سرشماری مرکز آمار ایران در سال ۱۳۹۰، جمعیت آن ۶۰۵ نفر (۱۷۱ خانوار) بوده است.